# IndustriALL global union
 (janvier 2017).
 (janvier 2017).
IndustriALL global union est une fédération syndicale internationale fondée à Copenhague le 19 juin 2012. Elle regroupe les organisations syndicales représentant plus de 50 millions de travailleurs dans 140 pays dans les secteurs minier, énergétique et manufacturier. Son nom est le même dans toutes les langues et son siège est à Genève en Suisse.

## Histoire
IndustriALL global union est le résultat de la fusion de trois fédérations syndicales internationales :
- la Fédération internationale des organisations de travailleurs de la métallurgie (FIOM)
- la Fédération internationale des syndicats de travailleurs de la chimie, de l'énergie, des mines et des industries diverses (ICEM)
- la Fédération internationale des travailleurs du textile, de l'habillement et du cuir

De nombreuses fédérations affiliées à IndustriALL global union sont également affiliés à IndustriAll - European Trade Union et les deux organisations collaborent lorsqu'il s'agit de questions d'intérêt commun.

## Secteurs industriels
L'union liste 15 secteurs industriels qui relèvent de son ressort :
- Aérospatial
- Automobile
- Métaux de base
- Chimie, pharmacie et biologie
- Énergie
- Services industriels et environnementaux
- Verre, ciment et industries connexes
- Technologies de l'information et de la communication (TIC), électricité et électronique
- Ingénierie mécanique
- Mines et DGOJP (diamants, pierres précieuses, ornements et bijoux)
- Pâte à papier et papier
- Caoutchouc
- Construction et démolition navale
- Textile, cuir, habillement, chaussures et services textiles
- Services et industries diverses

## Organisations affiliées
En 2012, IndustriALL global union représentait plus de 50 millions de travailleurs dans 140 pays, travaillant dans différents secteurs. 

### Afrique du Sud
- National Union of Metalworkers of South Africa

### Allemagne
- IG Metall

### États-Unis
- United Auto Workers
- International Brotherhood of Teamsters
- United Mine Workers of America

### France
- Fédération nationale des mines et de l'énergie CGT
- Fédération des travailleurs de la métallurgie CGT
- Fédération des travailleurs des industries du livre, du papier et de la communication CGT
- Fédération nationale des travailleurs du verre et la céramique CGT
- Fédération textile habillement cuir blanchisserie CGT
- Fédération Force ouvrière de la chimie
- CFE-CGC Énergies
- CFE-CGC Métallurgie
- Fédération chimie énergie-CFDT
- Fédération générale des mines et de la métallurgie CFDT

## Liste des dirigeants

### Secrétaires généraux
| Période     | Nom            |
| ----------- | -------------- |
| 2012-2016   | Jyrki Raina    |
| 2016-2021   | Valter Sanches |
| depuis 2021 | Atle Høie      |

### Présidents
| Période     | Nom                 |
| ----------- | ------------------- |
| 2012-2016   | Berthold Huber (en) |
| depuis 2016 | Jörg Hofmann (en)   |